# 부상제대군인

## 개요
군 복무 중 훈련, 작업, 전투 등 다양한 상황에서 발생한 부상으로 인해 제대한 군인 및 부상을 입고 만기전역한 군인.
이들은 국가에 헌신하는 과정에서 신체적 손상을 입은 만큼 정당한 보상과 지원이 필요하다. 일반적으로는 부상의 정도에 따라 국가유공자나 보훈보상대상자로 분류되며 등급에 따라 그에 맞는 보상이 매달 나온다. 하지만 부상의 정도가 애매하거나 법률상의 사각지대에 놓인 경우도 있는데 이 경우 문제가 된다. 그리고 설령 국가유공자로 분류되어 보상을 받는다고 해도 그 보상이 부실하다는 주장은 지속적으로 제기되어 왔다. 
그럼에도 대한민국에서는 이들을 위한 체계적인 지원과 법적 제도에 한계가 있다는 비판이 제기되고 있다. 부상제대군인이란, 국가유공자 및 보훈보상대상자을 포괄하지만, 특히 국가유공자 요건심사는 통과해 국가에 대한 헌신과 희생을 인정받았음에도, 신체검사에서 상이등급(1~7급)에 미달되어 복지의 사각지대에 있는 상이등급 미달자를 지칭한다.

## 문제점
부상제대군인은 경미한 부상이라도 일상 생활에 영향을 미칠 수 있으며, 법적 혜택이 부족해 사회적, 경제적 어려움을 겪고 있다.

### 복지지원 부족
국가유공자 요건심사( 국민의 생명·재산 보호와 직접적인 관련이 있는 직무수행이나 교육훈련 중 상이(질병을 포함한다)를 입고 퇴직한 사람의 해당하는지를 말한다. 위와 같은 국민의 생명, 재산과 직접적 관련이 없으면 국가유공자와 비슷한 보훈보상대상자에 해당한다.)에서 요건은 통과했지만 신체 검사에서 상이등급 미달 판정을 받은 경우, 전국 6개의 보훈병원 및 위탁병원에서 부상 부위(상이처)에 및 합병증 대한 진료만 무료로 제공된다. 그러나 군 복무 중 입은 부상에 대해 국가가 무료로 진료를 제공하는 것은 혜택이라기보다는 마땅히 보장되어야 할 기본적인 권리라고 볼 수 있다.  
또한, 상이등급 미달자로 분류된 부상제대군인들은 복지 혜택의 폭이 매우 제한적이며, 추가적인 심리적 지원이나 재활 서비스도 부족한 상황이다. 이러한 문제는 부상 이후의 장기적 회복과 사회 적응에 부정적인 영향을 미치고 있다.  

### 치료의 어려움
부상제대군인은 위탁병원에서 진료를 받을 때 심각한 불편을 겪고 있다. 상이등급 미달로 보훈대상자로 분류되지 않아 보훈번호가 없기 때문에 병원 시스템에서 조회가 되지 않아 초진 시 원무 데스크에 상황을 일일히 설명해야 한다. 심지어, 국가보훈부 담당자에게 직접 연락하여 확인을 받아야 진료가 진행되는 사례도 빈번히 발생하고 있다.
또한, 부상 당시 발생한 기본적인 PTSD 등 정신적 피해에 대한 치료비는 개인이 부담해야 한다.
이러한 불편은 이들에게 추가적인 스트레스를 주는 동시에 보훈 의료 체계의 비효율성을 드러내는 문제로 꾸준히 지적되고 있다. 그러나 지금까지도 제대로 된 조치가 이루어지지 않고 있으며, 시스템 개선과 체계적인 대책 마련이 절실한 상황이다.

### 사회로의 복귀 어려움
현재 국가보훈부에서는 부상제대군인을 대상으로 최대 3년간 취업 지원을 제공하고 있다. 하지만 상이등급 미달자인 부상제대군인은 입은 부상은 시간이 지날수록 신체적·정신적 후유증이 심화될 가능성이 크다. 이러한 장기적인 어려움을 고려하기에는 현행 취업 지원 제도가 부족한 실정이다.  
더불어, 취업 지원뿐만 아니라 직업 훈련과 같은 장기적 재교육 프로그램도 충분히 마련되어 있지 않아 부상제대군인들이 안정적인 직업을 찾기 어려운 실정이다. 특히, 부상으로 인해 기존의 직업적 능력을 상실한 경우, 이러한 한계는 더 큰 불이익으로 작용하고 있다.  
2024년 12월 10일, 국민의힘 김성원 주축으로 제대군인 3년 이내 제한 폐지 법안이 발의되었다.
```
* 제대군인지원에 관한 법률 일부개정법률안
[
1
]
```

## 현황과 대안
서울시는 오세훈 시장의 추진으로 2022년 3월, 전국 최초로 서울시복지재단 소속으로 서울시 청년부상제대군인 상담센터를 개소해 청년 부상제대군인 상이등급 미달자를 지원하기 시작했다.

하지만 이는 어디까지나 지자체 차원의 한정된 노력이며, 청년이라는 나이 제한이 있어 모든 부상 제대군인을 포괄하지 못한다. 정부와 국가보훈부는 이들에 대해 공식적인 지원체계를 마련하지 않은 실정이다.
대통령 공약에서는 상이등급 미달자인 부상제대군인 대한 보훈보상제도를 도입하겠다고 여러 차례 발표했지만, 이는 여전히 실행되지 않고 있다. 이와 같은 지연은 헌신한 이들에 대한 국가의 책임 의식 부족으로 비춰질 수 있다. 신뢰를 저버리는 이러한 상황은 상이등급 미달자들뿐만 아니라 국민들에게도 부정적인 인식을 심어줄 수 있다.
서울시 청년부상제대군인 상담센터가 지자체 차원에서 제한된 노력에 그치고, 청년(만 39세 이하)이라는 나이 제한 때문에 모든 부상제대군인을 포괄하지 못하는 한계가 있는 아쉬움을 느낀 이주은 운영실장이 2023년 9월 발기인으로 참여하여 창립총회를 개최한 후, 2024년 1월에는 대한민국 국방부로부터 설립 허가를 받아 사단법인 퍼플하트를 설립하고 등기하였다.
김태성 전 해병대 사령관(예비역 중장)이 이사장을 맡아 운영하고 서울시 청년부상제대군인 상담센터 이주은 운영실장이 고문을 맡고 있다.

### 보훈보상제도의 필요성
현재 이들은 적절한 보훈보상제도를 제공받지 못하고 있다. 이는 국가의 책임을 다하지 못하는 것이라고 비판받고 있으며, 이들을 위한 특별한 보훈 보상 시스템이 도입되어야 한다. 부상제대군인들이 겪고 있는 정신적 어려움에 대한 지원이 절실하며, 치료비, 재활지원, 심리상담 등을 제공하는 시스템이 필요하다.
부상제대군인들은 사회적 어려움까지 겪고 있다. 군 복무 중 허리 부상으로 인해 사회활동이 어려워졌지만, 계속된 상이등급 미달 판정으로 우울증을 겪다 끝내 스스로 생을 마감한 사례도 있다.
국가가 이들의 희생과 헌신을 인정하기 위해서는 상이등급에 미달하더라도 공정한 지원을 받을 수 있는 새로운 보훈보상제도가 필요하다.
2025년 1월 2일 국민의힘 김성원 의원을 주축으로 2개의 국가유공자 8급신설 법안이 발의되었다.
```
* 국가유공자 개정안
[
6
]

* 지방세특례제한법
[
7
]
```

2025년 1월 2일 국민의힘 김성원 의원을 주축으로 8급신설 법안이 발의되었다.

해당 법안이 입법이 된다면 대한민국이 진정으로 국가유공자를 예우하고, 국민의 신뢰를 회복하는 길이 될 것이다.
또한, 상이등급을 받지 못해 복지 사각지대에 놓인 부상제대군인을 위한 법안이다.
2025년 1월 8일 8급신설 청원 동의 뉴스기사가 보도되었다.